# バス広告

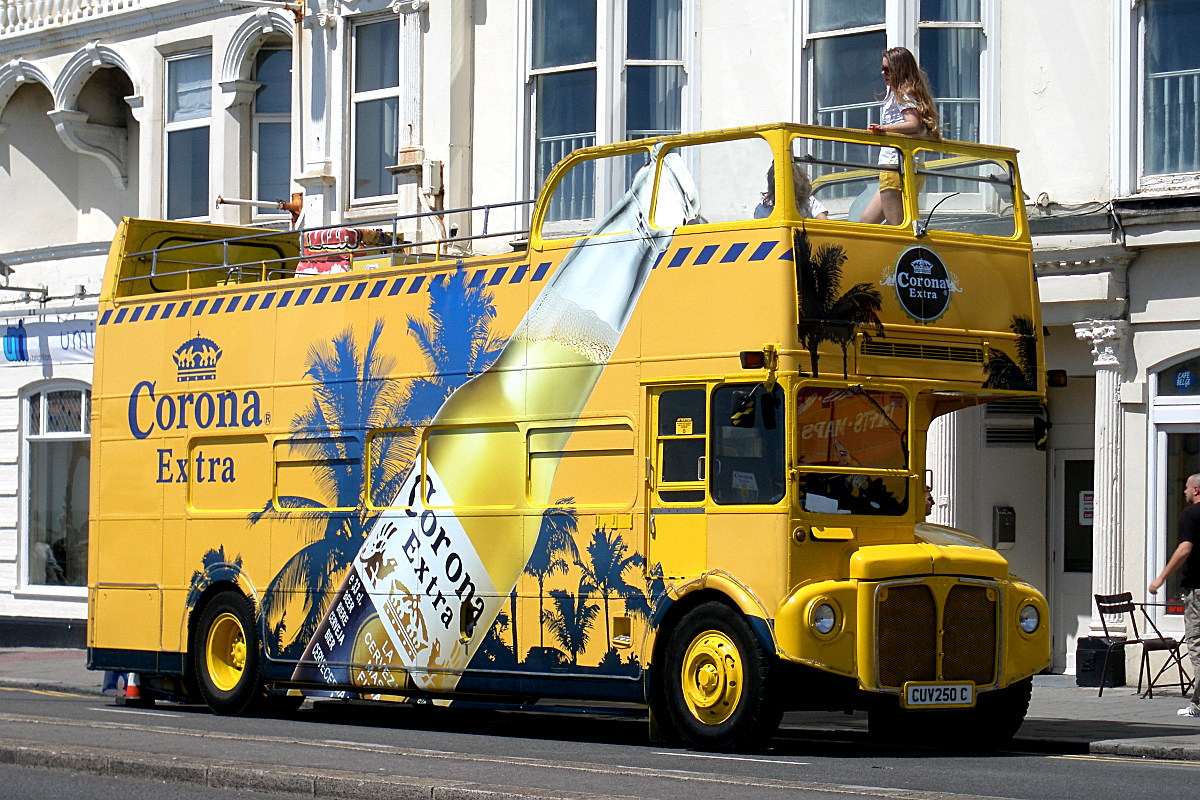
ビール会社の宣伝バス、ロンドン

バス広告（バスこうこく）は、バス車両やその付随・関連する施設などに施される広告のことである。公衆への情報伝達のための媒体（メディア）である。ビジネス的な販促手段としての広告に用いられることが多いが、公的なメッセージを伝えるのにも用いられることがある。
また政治キャンペーンや販促キャンペーンの（他の手法と併用して）一部分として用いられたり、その他、民間ビジネス上の一ツールとして用いられることがある。

## 歴史
バス広告は、20世紀初頭に路面電車（ストリートカー）において同様の方法が用いられたことに、由来する。

## 広告の設置場所

### 設備への広告
バス停留所におけるバスシェルターが広告スペースとなることがある。シェルターには、静的なポスター形式、動的なディスプレー形式、ロール形式（多くの広告が回転で交互に表示されるもの）などがある。双方向広告の手法が用いられることもある。また、バス停ベンチの背部など路面上の物へも、広告が展開されることがある。

### 切符への広告
しばしば、紙のバスきっぷが広告スペースとして用いられる。自動券売機用切符用紙の裏側に、特定の会社の広告が、事前に印刷されていることがある。

### 車内広告

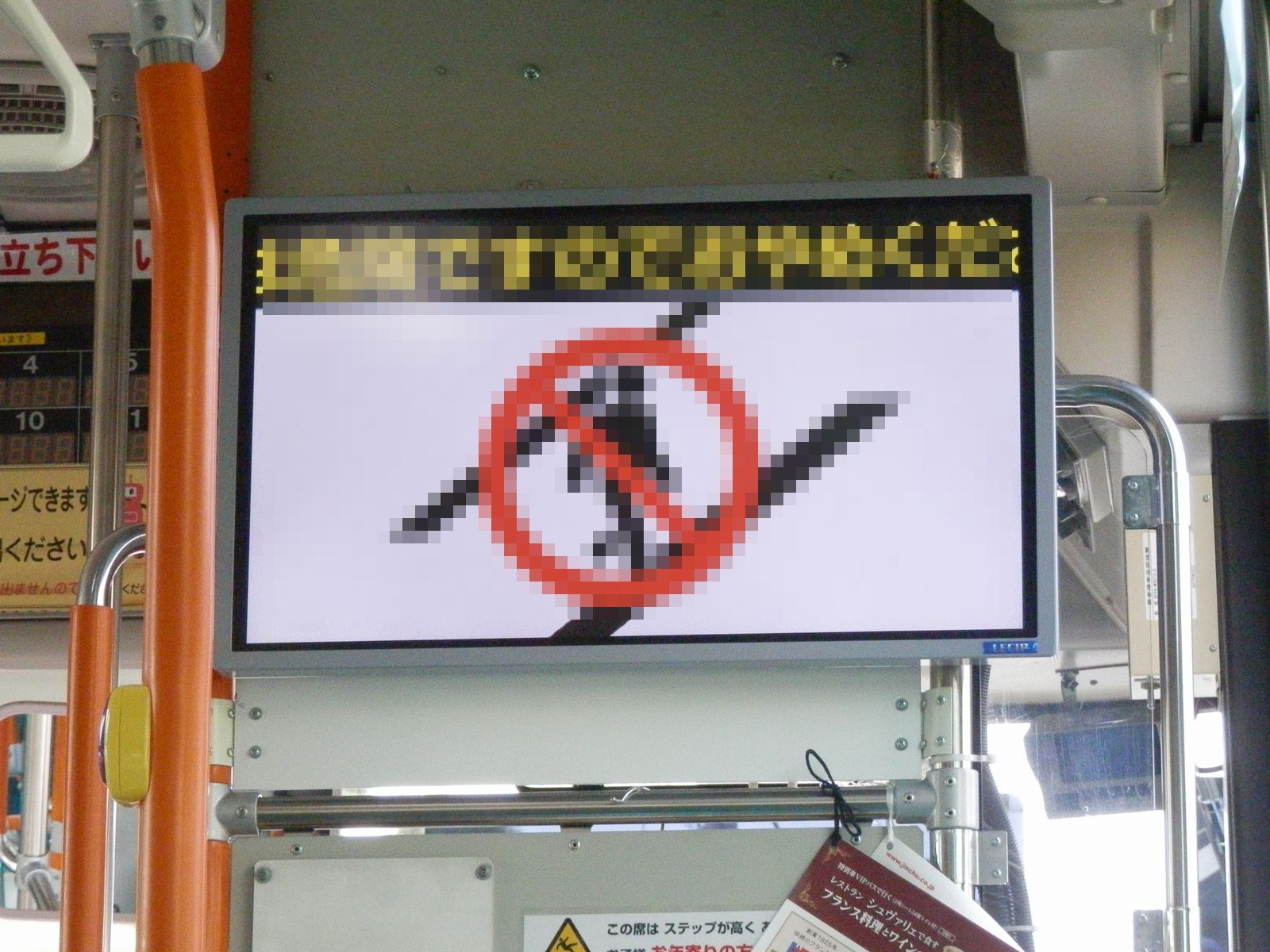
液晶モニターを用いた車内のデジタルサイネージ

バス広告の普遍的手法として、バス車両内の広告がある。乗客の目を引くために、壁と天井との間の角の部分（「車内額面」）に広告がとりつけられる（地下鉄などの鉄道車両と同じ方法である）。また、車内モニターに広告を放映する方法も増加している。
そのほか、つり革・座席カバー・中吊りなどの広告も、行われることがある。

### バス外装

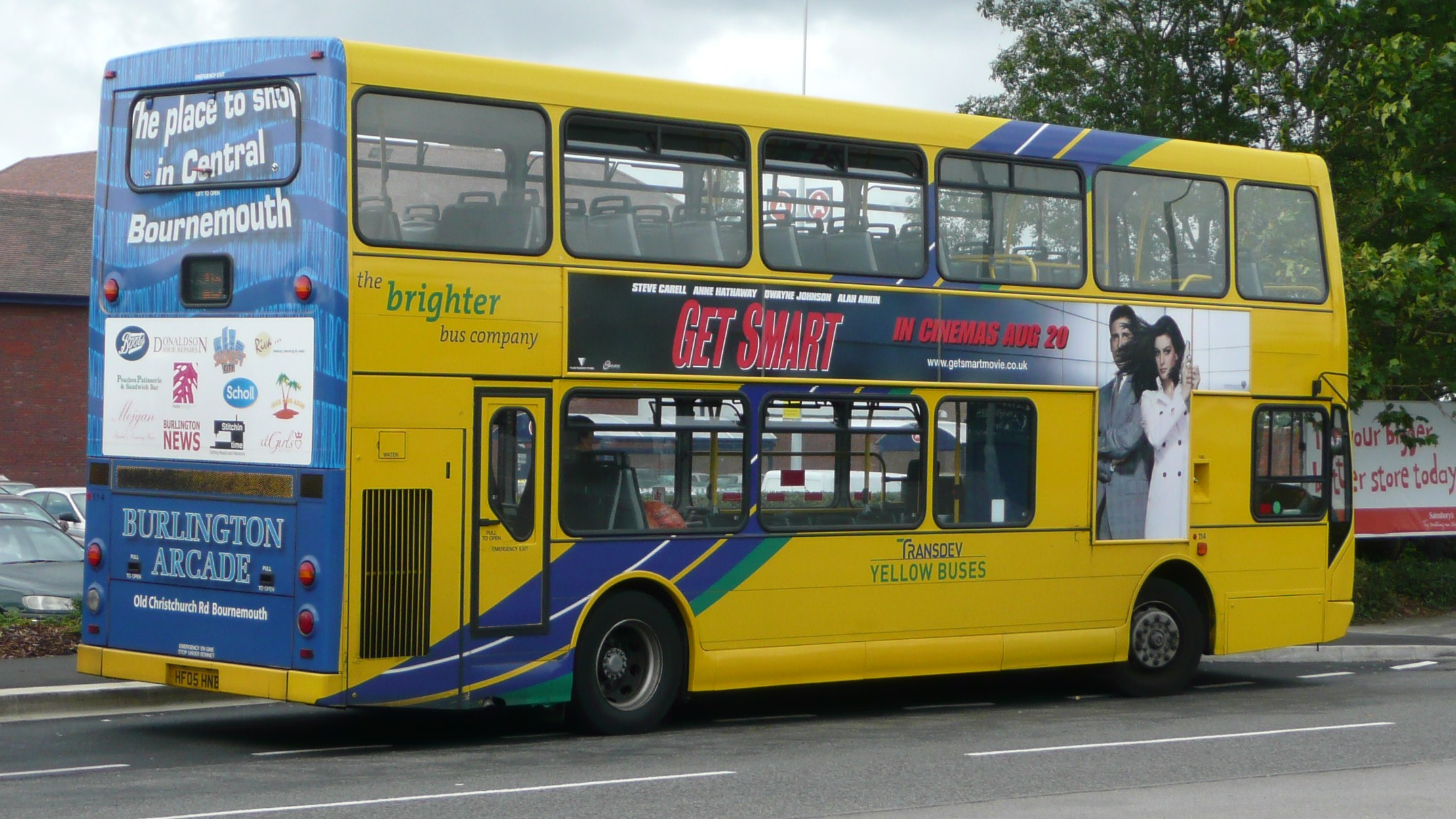
後部には全面広告が、側面には特性装置にはめこまれた広告があるバス車両、ドーセット

- パネル
バス前面・側面に長方形の形で施されるものが多い。バスに直接塗布されているタイプがあるほか、ボードに印刷され、それをバス車両側面に取り付けられた「はめ込み用装置」に、はめるタイプもある。
- ステッカー
バスのガラスに貼り付けているものが多い。京阪宇治バスでは、一部車両でリア部の窓ガラスなどにステッカー式の広告が貼られている。
- 全面広告など
バス車両の外装の全部が、広告スペースとなることもある。側面や後面の全て、また外装全部が用いられること（後者のことを日本語ではラッピングバス広告ないしラッピング広告、英語では"all-over advert bus"という）もある。

ラッピングバスの場合、回送中・営業実走中に関わらず道路を走行するだけで、通行人や走行する車両からの多くの視認がなされる広告効果がある。多くのバス会社は故障等のトラブル対処のための『予備車』として一日中営業所内で待機している車両があるが、広告主に配慮し最大限の広告効果を得るために予備車にはしないのが一般的である。

## 手法・技術

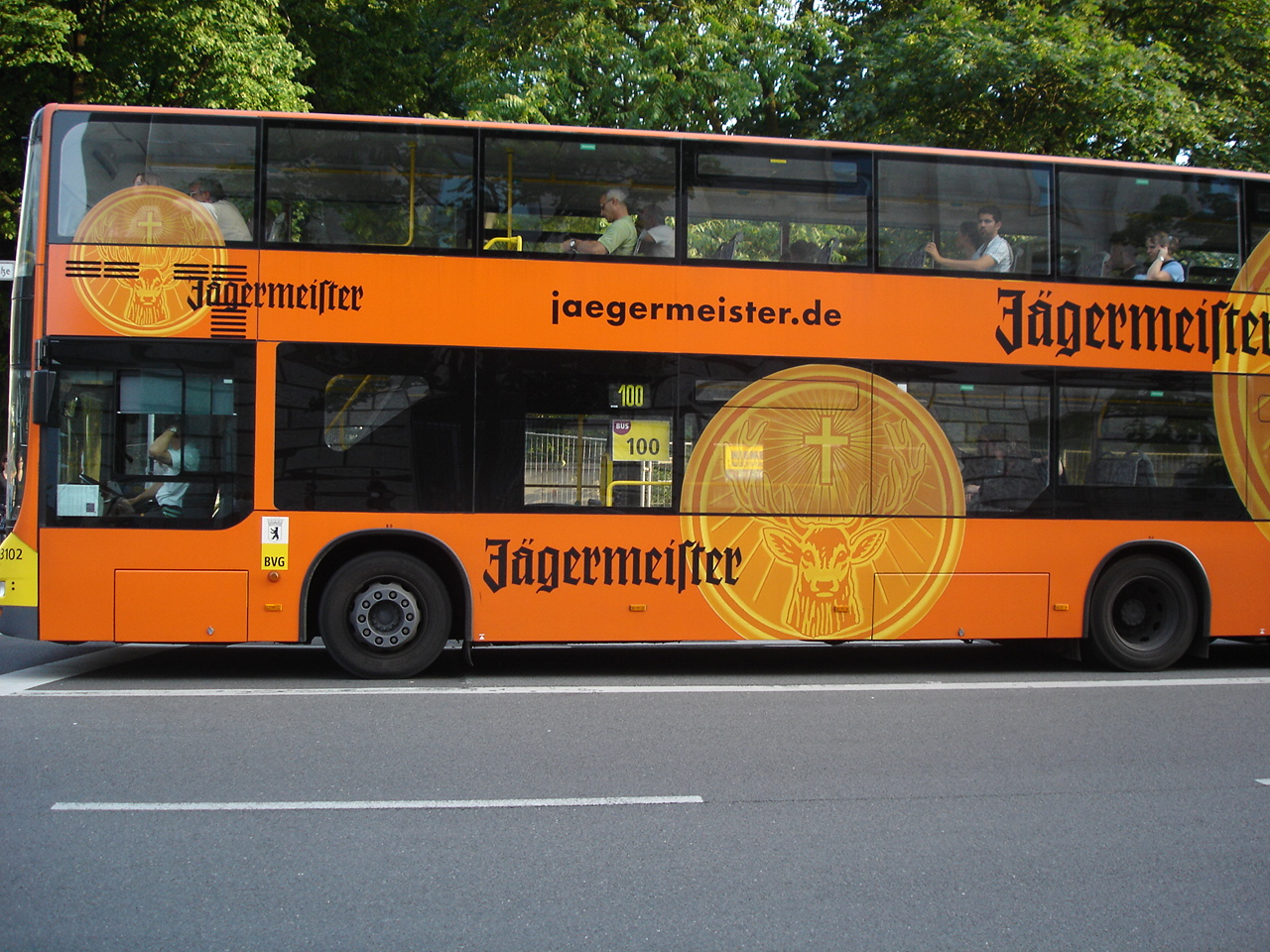
ベルリンバス（ビニールデカール）の窓への使用が認められて、アルコールの宣伝広告が車体側面・車体後部に施されている）

パネル式・全側面式・ラッピング式の広告は、もし掲出期間の関係で可能であるならば、ペンキ塗布による方式が行われてきた。この方式は、ペンキの塗布ないし除去の作業を行おうとすると、そのバス車両を営業から外さなければならないため、広告主にとってはそれに見合ったコストや掲出期間が必要であった。取り外し可能なボードを用いて、いくつもの広告パネルを変えていく方法も用いられた。
粘着ビニールの技術が出現したことにより、シール（デカール）形式でバス外面に広告を貼り付け、除去するのが迅速に（時間とコストを短縮して）できるようになった。
μm単位で穴を開けて一方向透明にしたビニールシートの導入によって、伝統的な長方形の広告をやめて、窓へ添付する（安全上の理由から、フロントウィンドウには付されない）タイプという、より精巧なデザインの広告をつくることができるようになった。
バスの窓に部分透明な広告を添付する技術の出現したことにより、全面広告は、窓とその余の部分を含めた「完全な」ラッピング広告の形へと、なってきている。スクリーン印刷からデジタル印刷への移行してきているため、広告デザインが多色化・複雑化してきているといえる。

## 政治運動用バス
公共交通用のバスが宣伝・広告目的に用いられているのは上記のとおりだが、それに加えて、特定の宣伝目的（例：政治キャンペーンや、特定の製品の販促）のために、全面広告の施されたバス自体が、調達されることがある。こうしたとき、周囲の注目を集めるために、屋根なしタイプのバス（オープン・トップ・バス）が、用いられることがある。

## 法的問題
ノルウェーでは、バスにラッピング広告を用いることは道路当局によって禁止されている。禁止の趣旨は、バス車両の窓は緊急時には非常口の役目を果たすものであること、ラッピングした場合には緊急脱出用ハンマー（en:Emergency hammer）をつかって窓を破ることが難しくなること、にあるという。
ノルウェーのガイア・トラフィック（en:Gaia Trafikk）は、薄いラッピングをしたところで、「バスの窓の壊しやすさ」に影響がないことが自社試験によって示されているとして、この禁止に反対している。ただし、同社は、窓を覆っていた広告は除去している。